# معركة داتش هاربور
حدث قصف داتش هاربور في الثالث والرابع من يونيو عام 1942، حين شنت البحرية الإمبراطورية اليابانية هجمتين بحاملات الطائرات على قاعدة داتش هاربور للعمليات البحرية وقاعدة فورت ميرز التابعة للجيش الأمريكي في منطقة داتش هاربور على جزيرة أماكناك، وذلك خلال حملة جزر ألوتيان من الحرب العالمية الثانية. مثل هذا القصف أولى عمليات القصف الجوي لأراضي الولايات المتحدة القارية، وكانت المرة الثانية في التاريخ التي تُقصف فيها أراضي الولايات المتحدة القارية من قبل قوة أجنبية، أما المرة الأولى فكانت قصف مدينة ناكو في ولاية أريزونا من قبل باتريك مورفي على الرغم من أنها حدثت بطريق الخطأ.

## لمحة عامة
في هذه المعركة، أقدمت فرقة عمليات لحاملات الطائرات اليابانية بقيادة كاكوجي كاكوتا على شن غارات جوية امتدت يومين على قاعدة داتش هاربور البحرية وقاعدة فورت ميرز في منطقة داتش هاربور التابعة لولاية ألاسكا الأمريكية. ألحقت الهجمات أضرارًا متوسطة بالقاعدة الأمريكية. بعد الهجوم بفترة قصيرة، احتلت القوات البحرية اليابانية بقيادة بوشيرو هوسوغايا جزيرتي آتو وكيسكا من بين جزر ألوتيان.

## خلفية تاريخية
كانت قاعدة داتش هاربور محاطة ببطاريات مدفعية مضادة للطيران تابعة لفوج المدفعية الساحلية 206 (مضادات الطيران) من حرس أركنساس الوطني، وكانت أيضًا أحد أهم الأهداف المحمية من قبل فرقة القوى الجوية الحادية عشرة والموجودة خارج البر الرئيسي لألاسكا. أُرسل فوج المدفعية الساحلية 206 (مضادات الطيران) إلى داتش هاربور على جزر ألوتيان في ولاية ألاسكا خلال شهر أغسطس من عام 1941، وكان منتشرًا في المنطقة منذ أربعة أشهر تقريبًا حين هاجمت القوات البحرية اليابانية قاعدة بيرل هاربور في السابع من ديسمبر من العام ذاته.
امتلك فوج المدفعية الساحلية 206 سلاح إم 1918 بقياس 3 إنشات (وهو نموذج قديم بمدى عمودي يصل إلى 8,200 متر)، ورشاشات إم 2 براونينغ بقياس 12.7 مم وأضواء كاشفة من نوع سبيري بقياس 150 سم. امتلك الفوج 206 رادارًا واحدًا في قاعدة داتش هاربور عندما حدث الهجوم. كانت هناك مدمرتان قديمتان ضمن المرفأ الحربي في ذلك الوقت هما كينغ وتالبوت، إضافة إلى المدمرة وحاملة الطائرات المائية غيليس والغواصة إس-27 ومركب الاعتراض أونونداغا التابع لخفر السواحل وسفينتي النقل التابعتين للجيش الأمريكي فيلمور ومورلن.

## المعركة
في الثالث من يونيو عام 1942، أبحرت فرقة عمليات لحاملات الطائرات اليابانية بقيادة الأميرال كاكوجي كاكوتا مكونة من حاملتي الطائرات ريوجو وجونيو بالإضافة إلى سفن مرافقة وصولًا إلى نقطة تبعد 290 كيلومترًا إلى الجنوب الغربي من داتش هاربور لشن غارات جوية على منشآت جيش الولايات المتحدة والقوى البحرية الأمريكية، وذلك في سبيل دعم الهجوم الياباني على جزر ألوتيان وفي مركز المحيط الهادئ في ميدواي. خطط اليابانيون لاحتلال جزر في ألوتيان بهدف توسيع نطاق الهجوم شمال المحيط الهادئ، وتعقيد مهمة الولايات المتحدة بمهاجمة اليابان من تلك المنطقة.
قبل الفجر بفترة قصيرة في الساعة 02:58، وبحصوله على إحداثيات الطول والعرض الجغرافيين للهدف، أمر الأميرال كاكوتا حاملتي الطائرات بشن الهجمة التي تكونت من ست طائرات مقاتلة من نوع إيه 6 إم زيرو وعشر قاذفات انقضاضية من نوع دي 3 إيه فال انطلقت من حاملتي الطائرات الصغيرتين في الطقس المتجمد لقصف داتش هاربور. دُمرت طائرة بي 5 إن لدى الإقلاع من ريوجو.
وصلت الطائرات إلى الهدف الساعة 04:07 صباحًا، وهاجمت محطة الراديو ومستودعات النفط الخاصة بالبلدة ملحقة بها بعض الضرر. استيقظ العديد من أفراد الفوج 206 في الثالث من يونيو على صوت القنابل وإطلاق النار. في حين كانت الوحدة متخذة استعداداتها بانتظار هجوم ياباني وشيك منذ عدة أيام، لم يصل إنذار محدد يخص هذا الهجوم إلا بعد وصول الطائرات اليابانية إلى داتش هاربور. دون أي توجيه محدد من مركز القيادة، أدركت مجموعات المدفعية لكل بطارية هذا الخطر المحدق، وجرى أفرادها إلى نقاط أسلحتهم المدفعية المنتشرة حول البلدة ليبدؤوا بالرد على القصف.
بالإضافة إلى مدافعهم من قياس 76 مم وقياس 37 مم والمدافع الرشاشة بقياس 12.7 مم، أطلق أفراد المجموعة النار من بنادقهم على الطائرات اليابانية حتى أن أحدهم ادعى أنه رمى مفتاح الصوامل الخاص به على طائرة معادية كانت تحلق على ارتفاع منخفض. ذكر العديد من الموجودين إمكانية رؤية وجوه الطيارين اليابانيين المهاجمين بوضوح إذ حلقوا بشكل متكرر على ارتفاع منخفض فوق الجزيرة. وقعت حصيلة الوفيات الكبرى في اليوم الأول للهجوم حين ضربت القاذفات الثكنتين 864 و866 في قاعدة فورت ميرز، إذ قتلت 17 رجلًا من فرقة المشاة السابعة والثلاثين وثمانية رجال من فرقة المهندسين 151.
بعد أن عادت الطائرات اليابانية جميعًا، وصلت تقارير خاطئة تذكر وجود سفن معادية في محيط القاعدة، لكن طائرات البحث لم تجد أيًا من هذه السفن. خلال البحث، التقت أربع طائرات استطلاع يابانية من نوع ناكاجيما إي 8 إن 2 ثنائية المقعد -منطلقة من الطرادين الثقيلين تاكاو ومايا- بطائرات مقاتلة أمريكية تبحث عن السرب الياباني المغادر.
أمضى فوج المدفعية الساحلية 206 معظم ليلة الثالث من يونيو حتى فجر الرابع منه بنقل المدافع من القمم الجبلية المحيطة بالمرفأ الحربي إلى داخل مدينة أونالاسكا وإلى منشآت المرفأ. كان السبب وراء هذه الحركة هو خداع القوات المهاجمة، بالإضافة إلى الاستعداد لهجوم بري محتمل. عرض المتعاقدون المدنيون المساعدة، وعملوا على ملء السواتر الرملية لحماية مواقع المدفعية الجديدة.